# Thomsonwehr

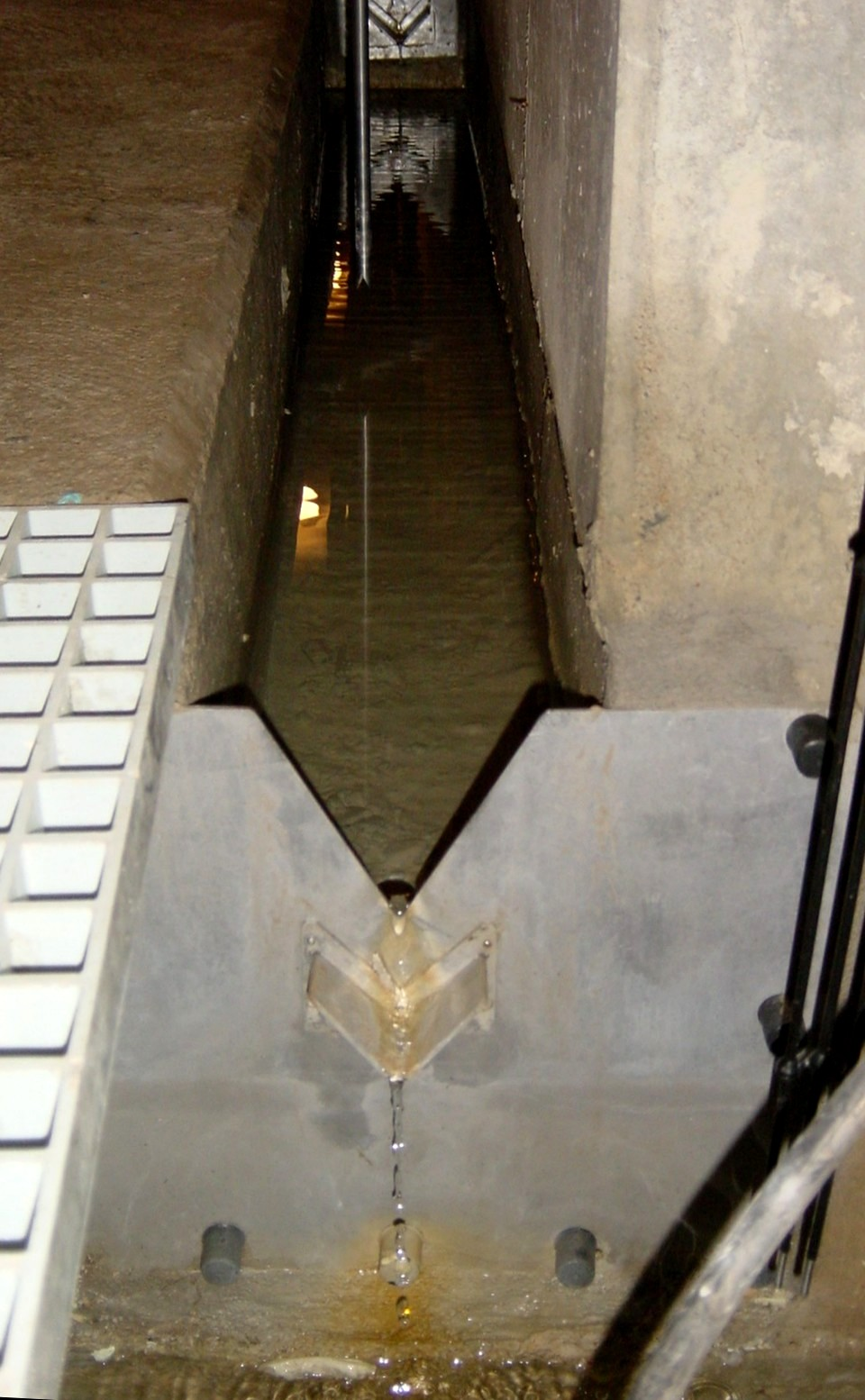
Überlauf eines Thomsonwehrs mit dreieckförmigem Einschnitt, über den Wasser ausfließt

Ein Thomsonwehr (nach James Thomson) ist ein Messwehr zur Messung des Abflusses von Wasser in einem Gerinne. Es ist ein kleines Wehr mit einem zur Wasserseite hin scharfkantigen Blech mit einem dreieckförmigen Einschnitt mit der Spitze nach unten, über das das Wasser in Form eines Überfalls fließt (deswegen auch Dreieckswehr). Aus der Höhe des aufgestauten Wasserspiegels kann man mit großer Genauigkeit auf die Menge des abfließenden Wassers schließen, sofern die für den Einbau geltenden Parameter eingehalten wurden. Für die Umrechnung des Wasserstandes in die Durchflussmenge gibt es Näherungsformeln, die neben der Wassertiefe als Parameter auch den Überfallbeiwert (nach Poleni) und den Öffnungswinkel des Dreiecks enthalten. Der Wasserstand kann z. B. mit Ultraschall gemessen werden.
Die Dreiecksform bewirkt, dass auch noch geringe Wassermengen gemessen werden können, wobei bei korrektem Einbau Fehler von unter 5 % erreicht werden. Für das Thomsonwehr ist der dreieckförmige Überfallquerschnitt charakteristisch; es gibt auch Messwehre mit einem rechteckförmigen Überfall (Rehbockwehr nach Theodor Rehbock, Ponceletwehr nach Jean-Victor Poncelet) oder anderen Formen.